# Carlstadt (Düsseldorf)

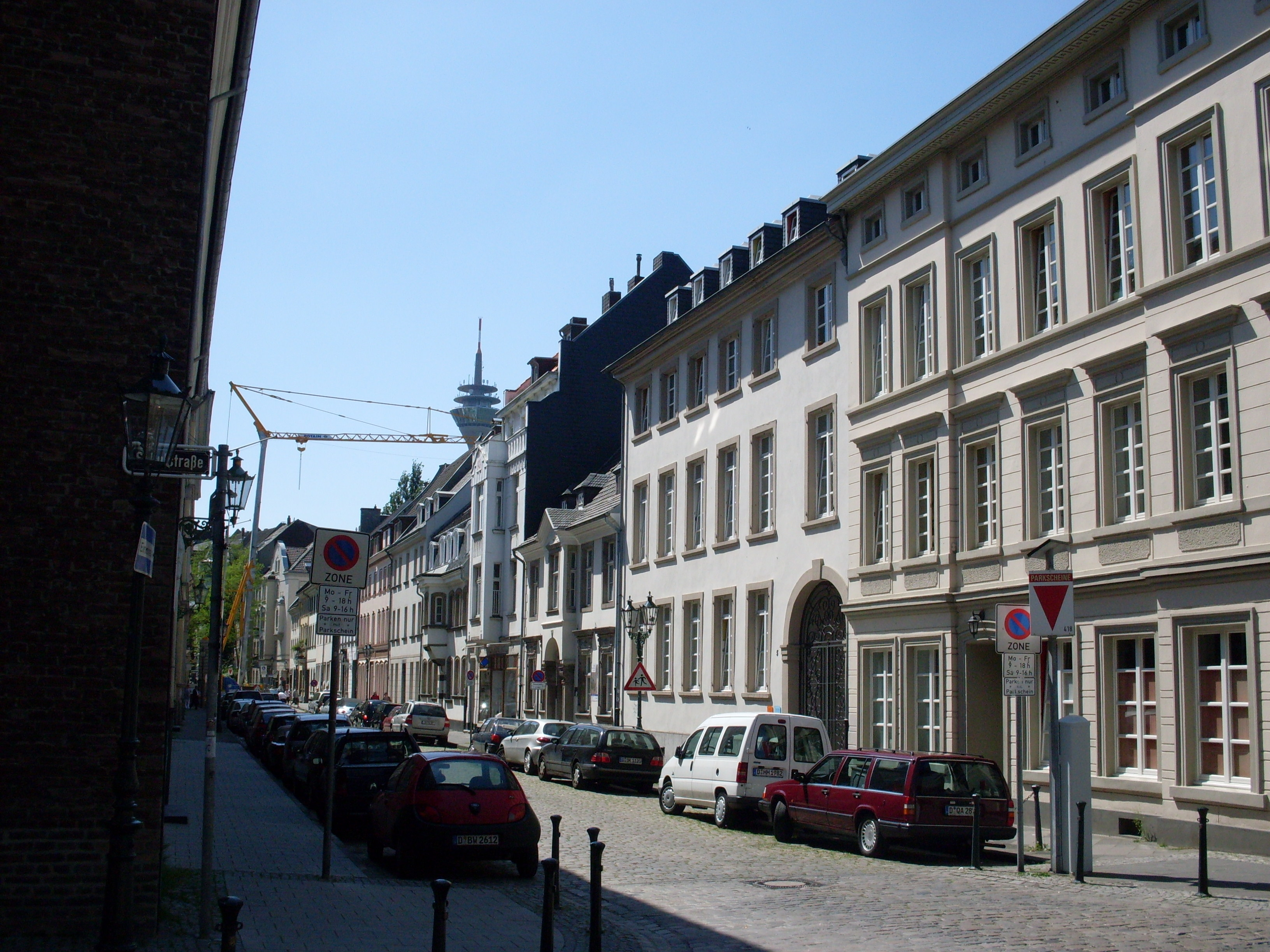
Citadellstraße mit typischen Häusern in der Carlstadt

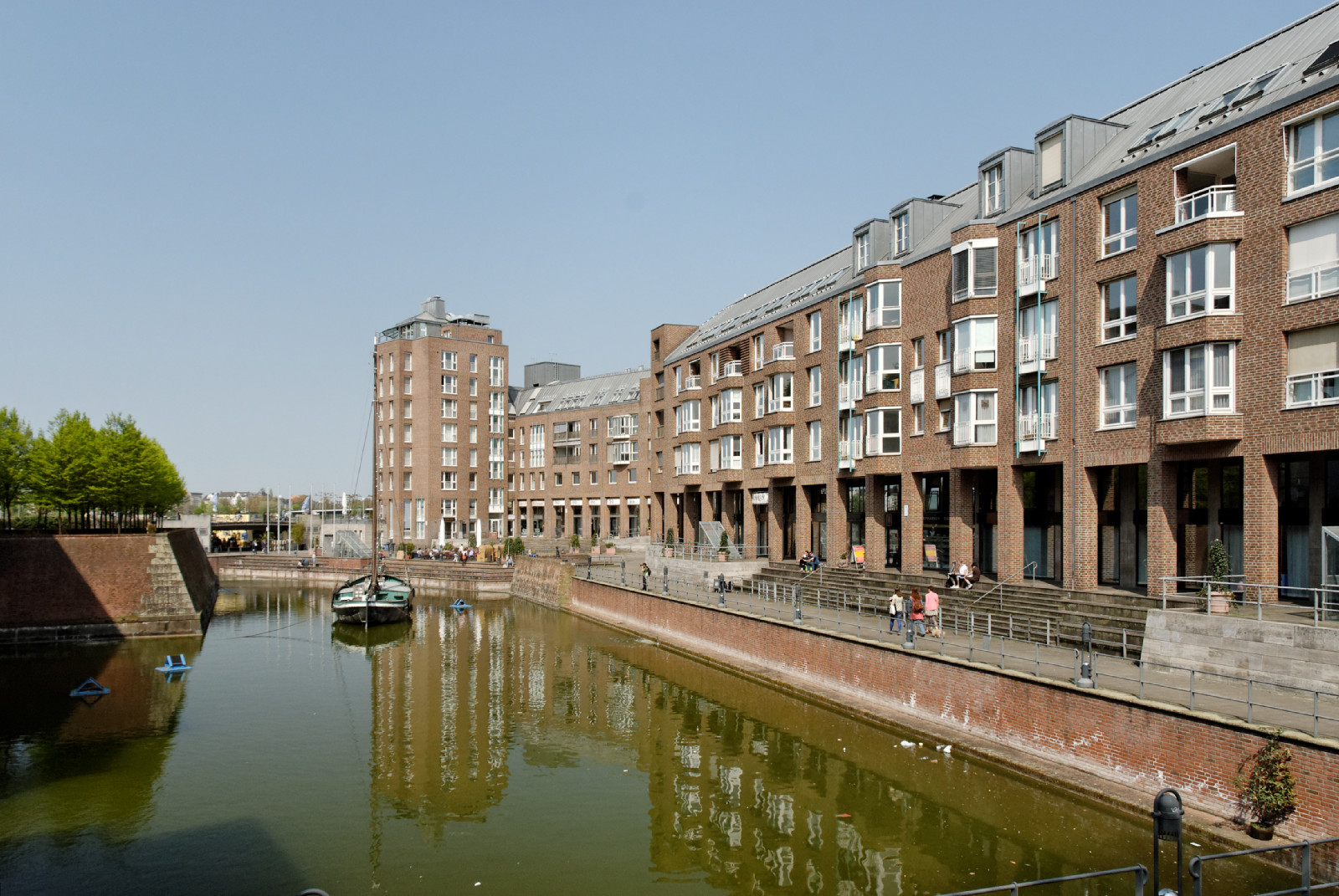
Alter Hafen

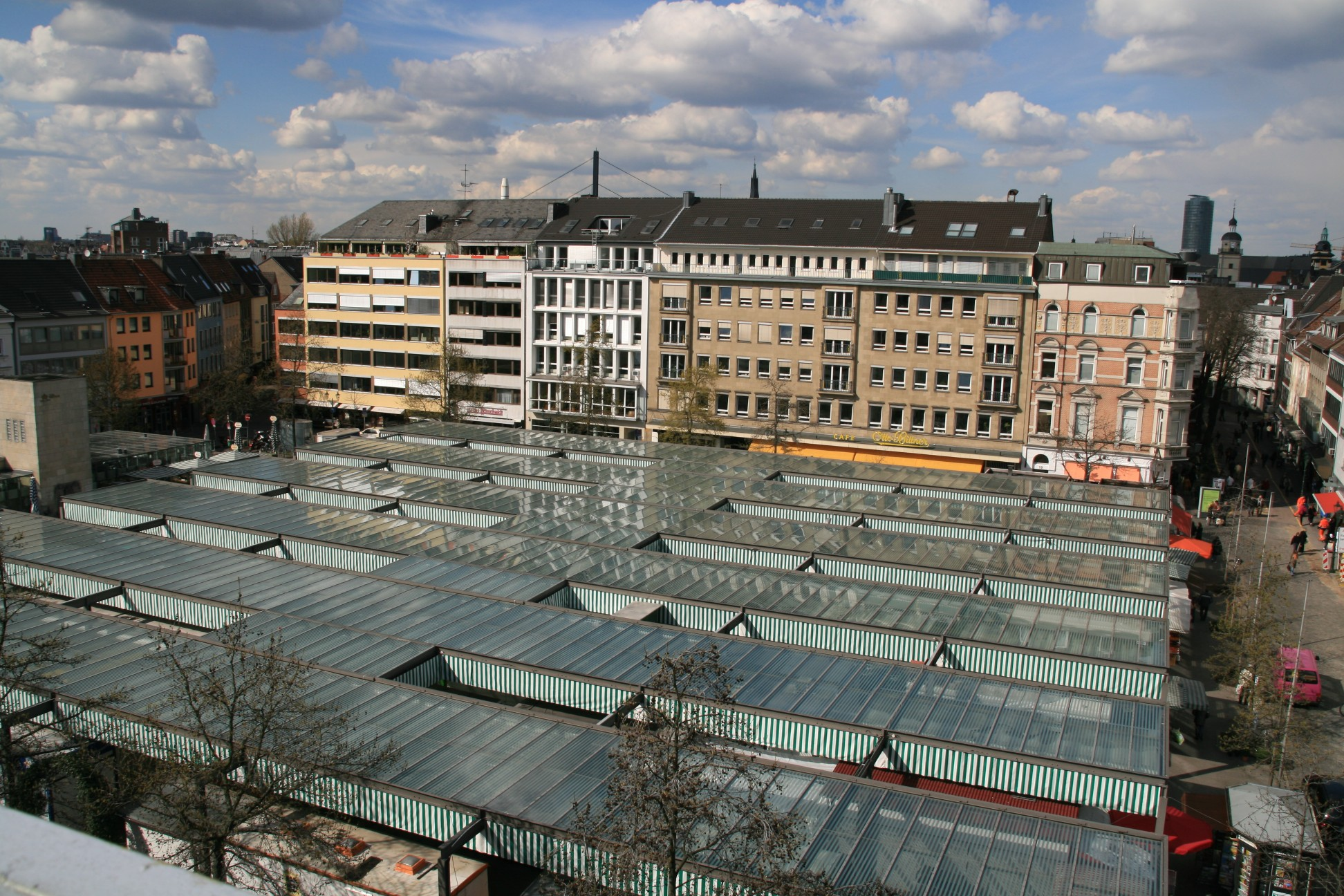
Der Carlsplatz von oben gesehen

Die Carlstadt (bis Ende 2005 offiziell Karlstadt), benannt nach Karl Theodor von der Pfalz, ist ein innenstädtischer Stadtteil Düsseldorfs, der direkt südlich an die Altstadt grenzt und zum Stadtbezirk 1 gehört.

## Geografie und Lage
Mit 0,45 km² ist die Carlstadt flächenmäßig der kleinste Stadtteil Düsseldorfs, davon sind etwa 28 % Wasserflächen und 27 % Verkehrsflächen. Er grenzt an die Altstadt, die Stadtmitte, Unterbilk und den Rhein.
Die Grenzen des Stadtteils sind im Westen der Rhein, im Osten die Kasernenstraße und im Süden überwiegend die Haroldstraße. Die nördliche Grenze zum Stadtteil Altstadt ist dagegen komplizierter. Besonders der nordwestliche Bereich entspricht aktuell nicht der historischen Entwicklung, wenn auch „Rheinort“ und „Alter Sicherungshafen“, auch „Berger Hafen“ genannt, bis zur Anlegung der Zitadelle vor der Stadtmauer lagen. Die Grenze zur Altstadt verläuft von der Kasernenstraße ausgehend über die Wallstraße, biegt in die Mittelstraße ab bis zum Carlsplatz. Von dort entlang der Berger Straße bis Hafenstraße, gefolgt von der Akademiestraße bis zur Rheinstraße vor dem ehemaligen Rheintor und von dort quer Richtung Rheinufer (= Straße Rheinort) in Höhe des Rheinpegels. Eigentlich lag die historisch südliche Grenze der Altstadt zur Carlstadt in Höhe Hafenstraße/Alter Sicherheitshafen.

## Demografie
Im Stadtteil wohnen lediglich 2.232 Menschen, womit die Bevölkerungsdichte etwa 5.000 Einwohner je km² beträgt. Im Vergleich zur gesamten Stadt wohnen in der Carlstadt weniger Kinder und Jugendliche, was das hohe Durchschnittsalter von 47,5 Jahren (stadtweit: 43 Jahre) erklärt. Entsprechend existiert in der Carlstadt auch nur eine Grundschule mit etwa 120 Schülerinnen und Schülern. Die Arbeitslosigkeitsquote ist mit 5,0 % unterdurchschnittlich, der Anteil der nichtdeutschen Staatsbürger liegt mit 21,3 % leicht unter dem der gesamten Stadt.

## Geschichte
Die westlichen Teile dieses Stadtteiles sind etwa 100 Jahre älter als der eigentliche Kernbereich der Carlstadt. Die älteren Gebiete lagen innerhalb der Zitadelle und deren Bau begann Mitte des 16. Jahrhunderts. Mit der Errichtung von Wohngebäuden und der Besiedelung innerhalb der Zitadelle wurde ab 1641 begonnen und diese war, wie aus einem Stadtplan von 1764 ersichtlich, vor Mitte des 18. Jahrhunderts bereits weitgehend abgeschlossen.
Ab 1750 war die Bevölkerung Düsseldorfs stark gewachsen, so dass sich eine neue Erweiterung der Stadt aufdrängte. Während des Siebenjährigen Krieges waren die Befestigungen im Süden der Stadt stark ausgebaut worden. Dadurch konnten die alten Befestigungsanlagen im Bereich zwischen der Flinger Bastion und der Zitadelle niedergelegt und einer neuen städtebaulichen Nutzung zugeführt werden. Die Abbrucharbeiten dauerten von 1784 bis 1787. Am 7. September 1787 wurden die Bebauungspläne veröffentlicht. Dies war der Beginn des neuen Stadtteils Carlstadt, der nach dem pfälzischen Kurfürsten und Herzog von Berg Carl Theodor benannt wurde. Durch Steuernachlässe wurden zahlreiche Bauwillige angelockt und bereits 1790 wies der Bereich um den Carlsplatz städtische Bebauung auf. Die vollständige Bebauung der Expansionsfläche zog sich noch einige Jahrzehnte hin. Vor allem die urbane Erschließung des südlichen Bereiches ab etwa der Bastionsstraße bis zur Haroldstraße konnte erst nach der Schleifung der hier liegenden Bastionen und der teilweisen Verfüllung der zugehörigen Schutzgewässer ab Anfang des 19. Jahrhunderts bis in die 1840er Jahre erfolgen. 1895 wurde das Berger Tor als eines der letzten Teile der Stadtbefestigung abgerissen.
Die schachbrettartige Anlage der Straßen sowie zahlreiche erhaltene Stadtpalais und Bürgerhäuser geben noch heute Zeugnis dieser Epoche, zum Beispiel die Palais Nesselrode, Wittgenstein und Spee. Ein Beispiel für die damalige Bebauung ist die Hohe Straße. Allerdings wurde im Zweiten Weltkrieg viel der historischen Bausubstanz stark beschädigt und zerstört. Nicht alle dieser Gebäude wurden nach dem Krieg in historischer Form wiederhergestellt und sind zum Teil nur durch einfache Neubauten ersetzt worden. Ein Beispiel hierfür ist das Wohn- und Geschäftshaus Mangold, das am Anfang der Grabenstraße lag. Diese um 1800 errichtete Gebäude wurde 1888 umgebaut, im letzten Krieg zerstört und durch einen schlichten Neubau ersetzt.

## Gegenwart
Typisch für den Stadtteil sind die zahlreichen Antiquitätenläden und Schmuckgeschäfte der gehobenen Klasse. Außerdem sind in der Carlstadt einige Restaurants vertreten, und es ist hier ruhiger als in der benachbarten Altstadt.
Die Carlstadt beherbergt unter anderem mehrere Kulturinstitute wie die Robert-Schumann-Gesellschaft, das Heinrich-Heine-Institut, das Instytut Polski und das Institut français, mehrere Museen wie das Hetjens-Museum für Keramikgeschichte, das Filmmuseum Düsseldorf und das Stadtmuseum Landeshauptstadt Düsseldorf sowie das Düsseldorfer Marionetten-Theater. Das Komponistenehepaar Clara und Robert Schumann wohnte in der Bilker Straße 15.
Ein überregional bekannter Ort in der Carlstadt ist der Carlsplatz, auf dem ein stationärer Wochenmarkt etabliert ist, der von Montag bis Samstag geöffnet ist. Architektonisch markante Gebäude des Viertels sind die Kirche St. Maximilian („Maxkirche“) mit dem dazugehörigen Kloster, das mittlerweile als Maxhaus öffentlich zugänglich ist, oder das Mannesmann-Hochhaus am Rheinufer, dessen Fassade traditionell zur Weihnachtszeit in der Form eines gigantischen Weihnachtsbaumes illuminiert wird. Südlich neben dem Mannesmann-Hochhaus liegt das Stadthaus mit der Villa Horion, die Anfang des 20. Jahrhunderts errichtet wurden.

## Wirtschaft und Politik

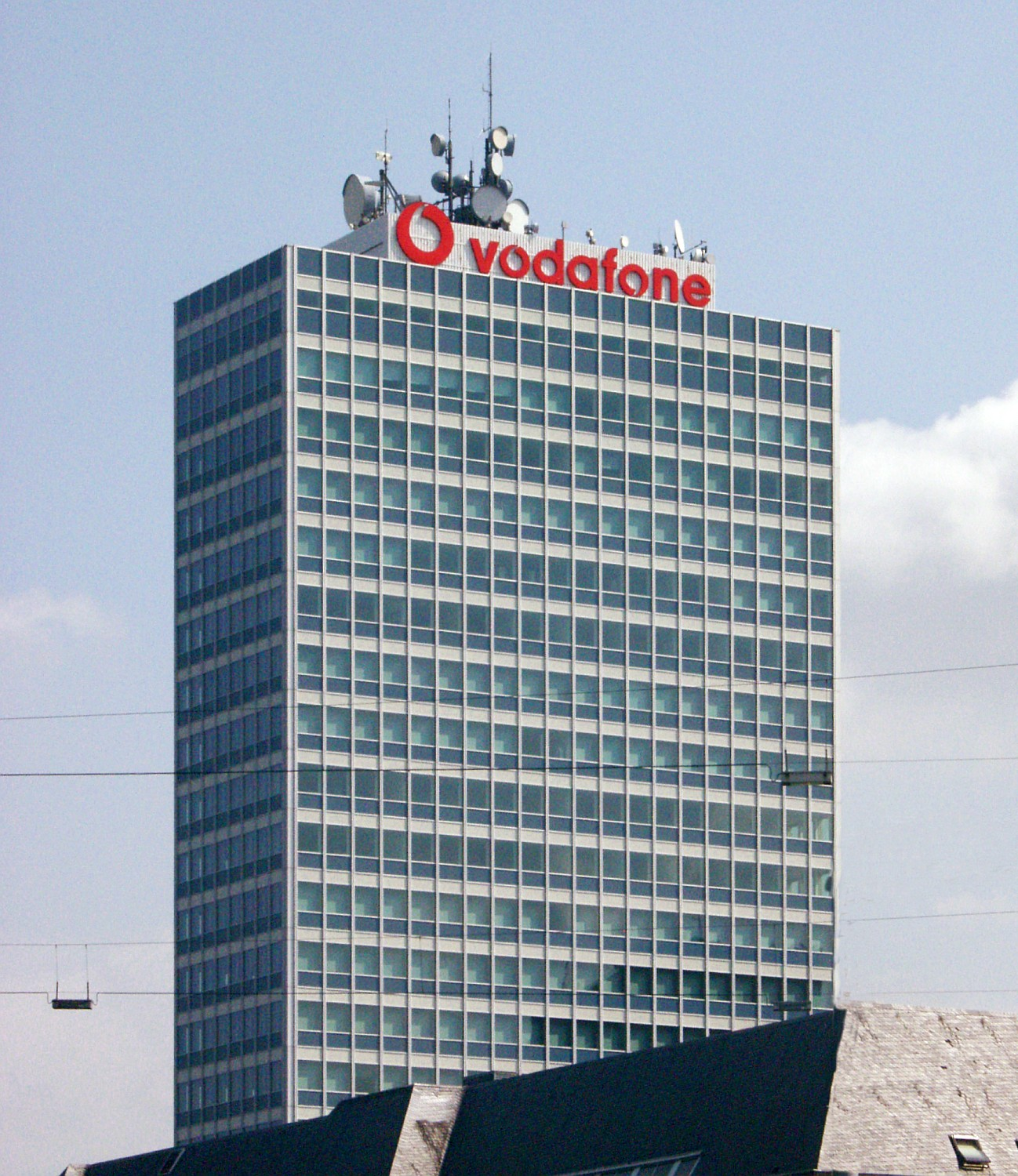
Ehemaliges Mannesmann-Hochhaus in Düsseldorf von 1958, Architekt: Paul Schneider-Esleben

Das Haus der Kirche mit der Verwaltung des Kirchenkreises und dem Sitz des Superintendenten des Kirchenkreises Düsseldorf der Evangelischen Kirche im Rheinland liegt an der Bastionstraße.
Traditionell hatte der Mannesmannkonzern seinen Sitz in dem Stadtteil. Nach der Übernahme von Mannesmann im Jahr 2000 war die ehemalige Konzernzentrale rund um das Mannesmann-Hochhaus Sitz der deutschen Tochter von Vodafone. Die Gebäude wurden 2008 an einen NRW-Landesbetrieb verkauft und von Vodafone bis 2012 als Mieter weiter genutzt.
Nach der Errichtung des Vodafone-Campus in Düsseldorf-Heerdt hat das Unternehmen das Gebäude verlassen. Derzeit wird das Gebäude durch das Ministerium für Wirtschaft, Energie, Industrie, Mittelstand und Handwerk des Landes Nordrhein-Westfalen genutzt.
Auf der Kasernenstraße befinden sich auf Carlstädter Seite der Sitz der Kreissparkasse Düsseldorf sowie der Sitz der Verlagsgruppe Handelsblatt, auf dem Gelände der ehemaligen Düsseldorfer Synagoge (Kasernenstraße Nr. 67). Benachbart liegt das Düsseldorfer Bankenviertel im Stadtteil Stadtmitte.
Neben der ehemaligen Mannesmann- und Vodafonezentrale liegen das Stadthaus und die vom Architekten Hermann vom Endt entworfene „Villa Horion“, die von 1961 bis 1999 als Amtssitz des nordrhein-westfälischen Ministerpräsidenten diente. Heute residiert hier der Landtagspräsident und es tagen u. a. der Petitionsausschuss sowie die Enquete-Kommissionen des Landtages. Im Stadthaus, bis 1945 Sitz des Provinzialverbandes der Rheinprovinz, war von 1961 bis 1999 Sitz der Staatskanzlei des Landes Nordrhein-Westfalen, die ab September 2017 wieder in das Gebäude einzieht. Östlich vom Landeshaus und dem Horionplatz, an der Haroldstraße, liegt das NRW-Wirtschaftsministerium. Die genannten Gebäude sind Teile des nordrhein-westfälischen Regierungsviertels, das die Stadtteile Carlstadt, Unterbilk und Hafen miteinander verbindet.

## U-Bahnhof Benrather Straße
Östlich des Carlsplatzes und unter der Kasernenstraße gelegen, ist der U-Bahnhof Benrather Straße errichtet worden. Dieser Bahnhof ist einer der sechs neuen U-Bahnhöfe der Wehrhahn-Linie.